# Montlouis-sur-Loire
Montlouis-sur-Loire település Franciaországban, Indre-et-Loire megyében. Lakosainak száma 11 261 fő (2022. január 1.). Montlouis-sur-Loire Azay-sur-Cher, Larçay, Lussault-sur-Loire, Noizay, Saint-Martin-le-Beau, Véretz, Vernou-sur-Brenne, La Ville-aux-Dames és Vouvray községekkel határos.

## Népesség
A település népességének változása:
| Lakosok száma | 4169 | 6932 | 8309 | 10 282 | 10 787 | 10 609 | 10 666 | 10 868 | 10 895 | 11 261 |
|               | 1968 | 1982 | 1990 | 2006   | 2013   | 2015   | 2017   | 2019   | 2020   | 2022   |